# NGC 3117
NGC 3117 este o galaxie eliptică situată în constelația Sextantul. A fost descoperită în 15 martie 1877 de către Édouard Stephan⁠(d). Se află la o distanță de 97,78 de megaparseci de Pământ.